# Johann von Herbeck
Johann Franz von Herbeck (Viena, Austria, 25 de diciembre de 1837 - Viena, 28 de octubre de 1877), también Johann Ritter von Herbeck o Johann von Herbeck, fue un compositor y director austriaco, conocido por haber descubierto y dirigido por primera vez la Sinfonía nº 8 Inacabada, de Franz Schubert. Escribió más de 200 obras.
A menudo se le reconoce como músico autodidacta, pues sólo recibió instrucción musical durante su etapa como niño cantor entre 1843 a 1847, en el monasterio cisterciense de Heiligenkreuz, donde seguramente entró en contacto con la música de Franz Schubert. Tras estudiar filosofía y leyes, abandonó la carrera para dedicarse a la música, primero como maestro de coro en varias iglesias locales, a la vez que empieza a componer obras para la Männergesangverein. En 1859, se convirtió en profesor en el conservatorio de la ciudad. Entre 1866 y 1871 fue director en la Capilla de la Corte y posteriormente, hasta 1875, fue el director principal de la Ópera de la Corte. En sus últimos dos años de vida, dirigió los conciertos de la Gesellschaft der Musikfreunde.
Ejerció una notable influencia sobre la vida musical de la ciudad durante toda su carrera. Además, fue responsable de la presentación en Viena de Anton Bruckner, y fue uno de quienes más le ofrecieron apoyo.

## Obras
Escribió sobre todo canciones y también música instrumental, consideradas ambas de excelencia. Su música orquestal incluye Tanzmomente, que Franz Liszt arregló para piano solo (S. 492), Künstlerfahrt, Variaciones sinfónicas y varias sinfonías, entre ellas una Sinfonía en re menor con órgano (número 4, opus 20, publicada de manera póstuma y como arreglo en 1878). También escribió un Cuarteto de cuerdas en fa, opus 9, y muchas otras obras suyas se conocen en versión manuscrito. Una de sus obras más reconocidas es Pueri Concinite, un motete de Navidad para coro infantil y solista. En 1866 escribió la Gran misa para coro, órgano y orquesta, grabada por el Coro Filarmónico de Munich y la Philharmonie Festiva, dirigida por Gerd Schaller.